# Pont-Saint-Vincent
Pont-Saint-Vincent è un comune francese di 2 042 abitanti situato nel dipartimento della Meurthe e Mosella nella regione del Grand Est.
Nel territorio comunale il fiume Madon sfocia nella Mosella.

## Società

### Evoluzione demografica
Abitanti censiti